# Lucio Pasieno Rufo
Lucio Paiseno Rufo (en latín Lucius Passienus Rufus) (fl. 4 a. C.-10 d. C.) fue un senador romano que desarrolló su cursus honorum a finales del siglo I a. C., bajo el imperio de Augusto.

## Familia y carrera política
Su padre fue el famoso orador Pasieno, de categoría ecuestre, fallecido en 9 a. C.. Como hijo de caballero romano, Pasieno Rufo también lo era, por lo que, como homo novus fue beneficiado con una adlectio inter paraetorios por el emperador Augusto, con lo que ingresó en el Senado y en 4 a. C. fue nombrado consul ordinarius.
Terminada esta función, fue nombrado procónsul de la provincia romana de África, combatiendo contra los getulos con éxito, por lo que recibió los ornamenta triumphalia.

## Descendencia
Su hijo fue Gayo Salustio Crispo Pasieno, casado con Agripina la Menor, hija de Germánico y de Agripina, hermana de Calígula, sobrina de Claudio I y nieta de Augusto, consul suffectus en 27 y ordinarius en 44, bajo Tiberio y Claudio respectivamente.